# Liste des titres musicaux numéro un en Allemagne en 1985
Cette page liste les titres numéro un dans les meilleures ventes de disques en Allemagne pour l'année 1985 selon Media Control Charts.
Les classements sont issus des 100 meilleures ventes de singles et des 100 meilleures ventes d'albums. Ils se déroulent du vendredi au jeudi, et sont publiés le mardi par l'industrie musicale allemande.

## Classement des singles
| №  | Date         | Artiste         | Titre                           |
| -- | ------------ | --------------- | ------------------------------- |
| 1  | 4 janvier    | Band Aid        | Do They Know It's Christmas?    |
| 2  | 11 janvier   | Band Aid        | Do They Know It's Christmas?    |
| 3  | 18 janvier   | Murray Head     | One Night in Bangkok            |
| 4  | 25 janvier   | Murray Head     | One Night in Bangkok            |
| 5  | 1er février  | Tears for Fears | Shout                           |
| 6  | 8 février    | Tears for Fears | Shout                           |
| 7  | 15 février   | Tears for Fears | Shout                           |
| 8  | 22 février   | Tears for Fears | Shout                           |
| 9  | 1er mars     | Modern Talking  | You're My Heart, You're My Soul |
| 10 | 8 mars       | Modern Talking  | You're My Heart, You're My Soul |
| 11 | 15 mars      | Modern Talking  | You're My Heart, You're My Soul |
| 12 | 22 mars      | Modern Talking  | You're My Heart, You're My Soul |
| 13 | 29 mars      | Modern Talking  | You're My Heart, You're My Soul |
| 14 | 5 avril      | Modern Talking  | You're My Heart, You're My Soul |
| 15 | 12 avril     | Opus            | Live Is Life                    |
| 16 | 19 avril     | Opus            | Live Is Life                    |
| 17 | 26 avril     | Opus            | Live Is Life                    |
| 18 | 3 mai        | Opus            | Live Is Life                    |
| 19 | 10 mai       | Opus            | Live Is Life                    |
| 20 | 17 mai       | Opus            | Live Is Life                    |
| 21 | 24 mai       | Opus            | Live Is Life                    |
| 22 | 31 mai       | Modern Talking  | You Can Win If You Want         |
| 23 | 7 juin       | Paul Hardcastle | 19                              |
| 24 | 14 juin      | Paul Hardcastle | 19                              |
| 25 | 21 juin      | Paul Hardcastle | 19                              |
| 26 | 28 juin      | Paul Hardcastle | 19                              |
| 27 | 5 juillet    | Paul Hardcastle | 19                              |
| 28 | 12 juillet   | Paul Hardcastle | 19                              |
| 29 | 19 juillet   | Falco           | Rock Me Amadeus                 |
| 30 | 26 juillet   | Falco           | Rock Me Amadeus                 |
| 31 | 2 août       | Falco           | Rock Me Amadeus                 |
| 32 | 9 août       | Falco           | Rock Me Amadeus                 |
| 33 | 16 août      | Tina Turner     | We Don't Need Another Hero      |
| 34 | 23 août      | Tina Turner     | We Don't Need Another Hero      |
| 35 | 30 août      | Tina Turner     | We Don't Need Another Hero      |
| 36 | 6 septembre  | Tina Turner     | We Don't Need Another Hero      |
| 37 | 13 septembre | Sandra          | (I'll Never Be) Maria Magdalena |
| 38 | 20 septembre | Sandra          | (I'll Never Be) Maria Magdalena |
| 39 | 27 septembre | Sandra          | (I'll Never Be) Maria Magdalena |
| 40 | 4 octobre    | Sandra          | (I'll Never Be) Maria Magdalena |
| 41 | 11 octobre   | Modern Talking  | Cheri, Cheri Lady               |
| 42 | 18 octobre   | Modern Talking  | Cheri, Cheri Lady               |
| 43 | 25 octobre   | Modern Talking  | Cheri, Cheri Lady               |
| 44 | 1er novembre | Modern Talking  | Cheri, Cheri Lady               |
| 45 | 8 novembre   | a-ha            | Take on Me                      |
| 46 | 15 novembre  | a-ha            | Take on Me                      |
| 47 | 22 novembre  | a-ha            | Take on Me                      |
| 48 | 29 novembre  | a-ha            | Take on Me                      |
| 19 | 6 décembre   | a-ha            | Take on Me                      |
| 50 | 13 décembre  | Elton John      | Nikita                          |
| 51 | 19 décembre  | Elton John      | Nikita                          |
| 52 | 26 décembre  | Elton John      | Nikita                          |

## Classement des albums
| №  | Date         | Artiste                  | Titre                    |
| -- | ------------ | ------------------------ | ------------------------ |
| 1  | 4 janvier    | Duran Duran              | Arena                    |
| 2  | 11 janvier   | Duran Duran              | Arena                    |
| 3  | 18 janvier   | Duran Duran              | Arena                    |
| 4  | 25 janvier   | Duran Duran              | Arena                    |
| 5  | 1er février  | Foreigner                | Agent Provocateur        |
| 6  | 8 février    | Foreigner                | Agent Provocateur        |
| 7  | 15 février   | Foreigner                | Agent Provocateur        |
| 8  | 22 février   | Foreigner                | Agent Provocateur        |
| 9  | 1er mars     | Foreigner                | Agent Provocateur        |
| 10 | 8 mars       | The Alan Parsons Project | Vulture Culture          |
| 11 | 15 mars      | Phil Collins             | No Jacket Required       |
| 12 | 22 mars      | Tears for Fears          | Songs from the Big Chair |
| 13 | 29 mars      | Phil Collins             | No Jacket Required       |
| 14 | 5 avril      | Phil Collins             | No Jacket Required       |
| 15 | 12 avril     | Phil Collins             | No Jacket Required       |
| 16 | 19 avril     | Phil Collins             | No Jacket Required       |
| 17 | 26 avril     | Phil Collins             | No Jacket Required       |
| 18 | 3 mai        | Phil Collins             | No Jacket Required       |
| 19 | 10 mai       | Phil Collins             | No Jacket Required       |
| 20 | 17 mai       | Phil Collins             | No Jacket Required       |
| 21 | 24 mai       | Modern Talking           | The First Album          |
| 22 | 31 mai       | Modern Talking           | The First Album          |
| 23 | 7 juin       | Modern Talking           | The First Album          |
| 24 | 14 juin      | Dire Straits             | Brothers in Arms         |
| 25 | 21 juin      | Modern Talking           | The First Album          |
| 26 | 28 juin      | Bruce Springsteen        | Born in the U.S.A.       |
| 27 | 5 juillet    | Bruce Springsteen        | Born in the U.S.A.       |
| 28 | 12 juillet   | Bruce Springsteen        | Born in the U.S.A.       |
| 29 | 19 juillet   | Bruce Springsteen        | Born in the U.S.A.       |
| 30 | 26 juillet   | Bruce Springsteen        | Born in the U.S.A.       |
| 31 | 2 août       | Bruce Springsteen        | Born in the U.S.A.       |
| 32 | 9 août       | Bruce Springsteen        | Born in the U.S.A.       |
| 33 | 16 août      | Bruce Springsteen        | Born in the U.S.A.       |
| 34 | 23 août      | Bruce Springsteen        | Born in the U.S.A.       |
| 35 | 30 août      | Bruce Springsteen        | Born in the U.S.A.       |
| 36 | 6 septembre  | Bruce Springsteen        | Born in the U.S.A.       |
| 37 | 13 septembre | Madonna                  | Like a Virgin            |
| 38 | 20 septembre | Peter Maffay             | Sonne in der Nacht       |
| 39 | 27 septembre | Peter Maffay             | Sonne in der Nacht       |
| 40 | 4 octobre    | Peter Maffay             | Sonne in der Nacht       |
| 41 | 11 octobre   | Peter Maffay             | Sonne in der Nacht       |
| 42 | 18 octobre   | Peter Maffay             | Sonne in der Nacht       |
| 43 | 25 octobre   | Peter Maffay             | Sonne in der Nacht       |
| 44 | 1er novembre | Peter Maffay             | Sonne in der Nacht       |
| 45 | 8 novembre   | Jennifer Rush            | Movin'                   |
| 46 | 15 novembre  | Jennifer Rush            | Movin'                   |
| 47 | 22 novembre  | Jennifer Rush            | Movin'                   |
| 48 | 29 novembre  | Jennifer Rush            | Movin'                   |
| 19 | 6 décembre   | Jennifer Rush            | Movin'                   |
| 50 | 13 décembre  | Jennifer Rush            | Movin'                   |
| 51 | 19 décembre  | Jennifer Rush            | Movin'                   |
| 52 | 26 décembre  | Jennifer Rush            | Movin'                   |

## Hit-Parade de l'année
1. Opus - Live Is Life
2. Modern Talking - You’re My Heart, You’re My Soul
3. Falco - Rock Me Amadeus
4. Sandra - (I’ll Never Be) Maria Magdalena
5. Tina Turner - We Don’t Need Another Hero
6. Paul Hardcastle - 19
7. Baltimora - Tarzan Boy
8. Murray Head - One Night in Bangkok
9. Modern Talking - Cheri, Cheri Lady
10. Tears for Fears - Shout
11. Round One (de) - Theme From Rocky
12. Harold Faltermeyer - Axel F
13. Modern Talking - You Can Win If You Want
14. a-ha - Take on Me
15. USA for Africa - We Are the World
16. Foreigner - I Want to Know What Love Is
17. David Bowie & Pat Metheny - This Is Not America
18. Raggio di Luna - Comanchero
19. Two of Us - Blue Night Shadow
20. Bad Boys Blue - You're a Woman
21. Klaus und Klaus - An der Nordseeküste
22. Kate Bush - Running Up That Hill (A Deal with God)
23. Simple Minds - Don’t You (Forget About Me)
24. Dead or Alive - You Spin Me Round (Like a Record)
25. Moti Special (de) - Cold Days, Hot Nights